# Philipp Schörghofer
Philipp Schörghofer (ur. 20 stycznia 1983 w Salzburgu) – austriacki narciarz alpejski, czterokrotny medalista mistrzostw świata.

## Kariera
Specjalizuje się w slalomie gigancie. Pierwszy raz na arenie międzynarodowej Schörghofer pojawił się 24 listopada 1998 roku w Hochgurgl, gdzie w zawodach FIS Race w gigancie zajął 27. miejsce. W lutym 2003 roku brał udział w mistrzostwach świata juniorów w Briançonnais, gdzie w tej samej konkurencji był trzeci. Na tych samych mistrzostwach był też między innymi czwarty w supergigancie.
W zawodach Pucharu Świata zadebiutował 17 grudnia 2006 roku w Alta Badia, gdzie nie zakwalifikował się do pierwszego przejazdu giganta. Pierwsze pucharowe punkty wywalczył 8 grudnia 2007 roku w Bad Kleinkirchheim, zajmując osiemnaste miejsce w tej samej konkurencji. Na podium zawodów pucharowych po raz pierwszy stanął 12 marca 2010 roku w Garmisch-Partenkirchen, zajmując trzecie miejsce w gigancie. W zawodach tych wyprzedzili go jedynie Carlo Janka ze Szwajcarii oraz Włoch Davide Simoncelli. Blisko rok później, 6 lutego 2011 roku w Hinterstoder odniósł pierwsze zwycięstwo w zawodach tego cyklu, wyprzedzając Norwega Kjetila Jansruda i Carlo Jankę. Najlepsze wyniki osiągnął w sezonie 2011/2012, kiedy to zajął 30. miejsce w klasyfikacji generalnej i szóste w klasyfikacji giganta.
W lutym 2009 roku wystartował na mistrzostwach świata z Val d’Isère, zdobywając dwa medale. Najpierw zdobył brązowy medal w zjeździe, w którym o 0,17 sekundy wyprzedził go John Kucera z Kanady, a o 0,13 sekundy szybszy był jego rodak, Didier Cuche. Sześć dni później wystartował w gigancie, w którym prowadził po pierwszym przejeździe z przewagą 0,48 sekundy nad Austriakiem Benjaminem Raichem. W drugim przejeździe uzyskał dopiero dwunasty wynik, wystarczyło to jednak do zwycięstwa. Ostatecznie wyprzedził Raicha o 0,71 sekundy i Teda Ligety'ego z USA o 0,99 sekundy.
W 2009 roku wystartował na mistrzostwach świata w Val d’Isère, gdzie w gigancie był czternasty. Podczas rozgrywanych dwa lata później mistrzostw świata w Garmisch-Partenkirchen zdobył brązowy medal, wyprzedzili go tylko Ted Ligety z USA oraz Francuz Cyprien Richard. Na tej samej imprezie wywalczył także srebrny medal w zawodach drużynowych. Ponadto wraz z kolegami i koleżankami z reprezentacji zdobywał złote medale w zawodach drużynowych podczas mistrzostw świata w Schladming w 2013 roku i rozgrywanych dwa lata później mistrzostw w Vail/Beaver Creek. W 2010 roku wystartował na igrzyskach olimpijskich w Vancouver, zajmując dwunaste miejsce w gigancie. Brał też udział w igrzyskach w Soczi w 2014 roku, gdzie w swojej koronnej konkurencji był osiemnasty.

## Osiągnięcia

### Igrzyska olimpijskie
| Miejsce | Dzień     | Rok  | Miejscowość | Konkurencja | Czas biegu | Strata | Zwycięzca   |
| ------- | --------- | ---- | ----------- | ----------- | ---------- | ------ | ----------- |
| 12.     | 23 lutego | 2010 | Vancouver   | Gigant      | 2:37,83    | +1,54  | Carlo Janka |
| 18.     | 19 lutego | 2014 | Soczi       | Gigant      | 2:45,29    | +2,17  | Ted Ligety  |

### Mistrzostwa świata
| Miejsce | Dzień     | Rok  | Miejscowość       | Konkurencja | Czas biegu | Strata | Zwycięzca       |
| ------- | --------- | ---- | ----------------- | ----------- | ---------- | ------ | --------------- |
| 14.     | 13 lutego | 2009 | Val d’Isère       | Gigant      | 2:18,82    | +2,48  | Carlo Janka     |
| 2.      | 16 lutego | 2011 | Ga-Pa             | Drużynowo   | -          | -      | Francja         |
| 3.      | 18 lutego | 2011 | Ga-Pa             | Gigant      | 2:10,56    | +0,43  | Ted Ligety      |
| 1.      | 12 lutego | 2013 | Schladming        | Drużynowo   | -          | -      | -               |
| 8.      | 15 lutego | 2013 | Schladming        | Gigant      | 2:28,92    | +3,25  | Ted Ligety      |
| 1.      | 10 lutego | 2015 | Vail/Beaver Creek | Drużynowo   | -          | -      | -               |
| 10.     | 13 lutego | 2015 | Vail/Beaver Creek | Gigant      | 2:34,16    | +2,12  | Ted Ligety      |
| 5.      | 17 lutego | 2017 | Sankt Moritz      | Gigant      | 2:13,31    | +0,85  | Marcel Hirscher |

### Mistrzostwa świata juniorów
| Miejsce | Dzień   | Rok  | Miejscowość  | Konkurencja | Czas biegu | Strata | Zwycięzca                      |
| ------- | ------- | ---- | ------------ | ----------- | ---------- | ------ | ------------------------------ |
| 14.     | 4 marca | 2003 | Briançonnais | Zjazd       | 1:09,49    | +1,07  | Daniel Albrecht                |
| 4.      | 5 marca | 2003 | Briançonnais | Supergigant | 1:17,10    | +0,52  | François Bourque               |
| 3.      | 7 marca | 2003 | Briançonnais | Gigant      | 2:02,72    | +0,02  | Daniel Albrecht Mario Scheiber |
| DNF1    | 8 marca | 2003 | Briançonnais | Slalom      | 1:33,74    | -      | Marc Berthod                   |

### Puchar Świata

#### Miejsca w klasyfikacji generalnej
- sezon 2007/2008: 127.
- sezon 2008/2009: 46.
- sezon 2009/2010: 41.
- sezon 2010/2011: 41.
- sezon 2011/2012: 30.
- sezon 2012/2013: 39.
- sezon 2013/2014: 52.
- sezon 2014/2015: 69.
- sezon 2015/2016: 30.
- sezon 2016/2017: 45.

#### Miejsca na podium w zawodach
1. Garmisch-Partenkirchen – 12 marca 2010 (gigant) – 3. miejsce
2. Hinterstoder – 6 lutego 2011 (gigant) – 1. miejsce
3. Sölden – 23 października 2011 (gigant) – 3. miejsce
4. Alta Badia – 18 grudnia 2011 (gigant) – 3. miejsce
5. Kranjska Gora – 4 marca 2016 (gigant) – 2. miejsce
6. Adelboden – 7 stycznia 2017 (gigant) – 3. miejsce